# Banshees de Boston
Actualités
Les Banshees de Boston (officiellement en anglais : Boston Banshees) sont une franchise féminine de rugby à XV basée dans le Grand Boston. L'équipe dispute la Women's Elite Rugby, championnat professionnel des États-Unis.

## Historique
En 2022, la Premier League entame la campagne « Ignite the change » visant à professionnaliser le rugby féminin aux États-Unis. À la mi-2023, un conseil de direction était mis en place avec l'objectif de créer une ligue privée professionnelle, et profiter de l'essor des sports féminins ainsi que de la médiatisation à venir de la Coupe du monde 2033. La Women's Elite Rugby est lancée et annonce en 2024 que Boston fait partie des six métropoles choisies pour accueillir les premières franchises de la nouvelle ligue. Un choix logique dans la mesure où la ville héberge une équipe de Premier League, à savoir le Beantown RFC. Au mois d'octobre, la ligue révèle le nom de l'entraineuse : il s'agit de l’internationale Kittery Wagner-Ruiz (elle a joué les Coupes du monde 2010 et 2014), membre de l'encadrement technique de l'université Brown.
En janvier 2025, le nom et l'identité visuelle de l'équipe sont révélés : il s'agira des Boston Banshees (les banshees sont des sorcières de la mythologie celte). En février, les Boston Banshees révèlent leurs Foundational Five, les cinq premières joueuses mises sous contrat. Il s'agit de Cassidy Bargell, Yejadai Dunn, Emily Henrich, Akweley Okine et Paige Stathopoulos. L'effectif complet (trente joueuses) est dévoilé deux semaines plus tard. On y trouve notamment les internationales Catie Benson et Jenny Kronish. L'équipe doit jouer au Stadium at Tidewater Landing de Pawtucket mais le stade (en cours de construction) n'est pas prêt pour le début de la saison, aussi les Banshees jouent leurs premiers matchs au Veterans Memorial Stadium de Quincy, un stade de 5 000 places qui accueille déjà les rencontres des Free Jacks de la Nouvelle-Angleterre en Major League Rugby.